# ۳۷۰ (قمری)
۳۷۰ (قمری)، سیصد و هفتادمین سال در گاهشماری هجری قمری است. اول محرم این سال برابر با بیست و دوم ژوئیه سال ۹۸۰ میلادی است.

## زادگان
- فرخی سیستانی، شاعر

## وابسته
- ابن سینا